# Mycetophila marginata
Mycetophila marginata es una especie de mosquito del género Mycetophila, categorizada en la tribu Mycetophilini, subfamilia Mycetophilinae.

## Distribución
Se distribuye por Europa: Italia, Luxemburgo, Suecia, Eslovaquia, Alemania, Polonia, Estonia, Finlandia, Reino Unido, Noruega y Francia.

## Taxonomía
Fue descrita por Winnertz en 1864.
Tratamiento taxonómico
La especie aparece registrada y publicada en Beitrag zu einer Monographie der Pilzmücken. Abh. Zool.-Bot. Ges. Wien 13: 637-964, 4 pls.